# Дубровка (Бижбулякский район)
Дубровка (баш. Дубровка) — деревня в Бижбулякском районе Республики Башкортостан Российской Федерации. Входит в состав Каменского сельсовета.
С 2005 — современный статус.

## География

### Географическое положение
Расстояние до:
- районного центра (Бижбуляк): 36 км,
- центра сельсовета (Каменка): 8 км,
- ближайшей ж/д станции (Приютово): 46 км.

## История
Статус деревня, сельского населённого пункта, посёлок получил согласно Закону Республики Башкортостан от 20 июля 2005 года N 211-з «О внесении изменений в административно-территориальное устройство Республики Башкортостан в связи с образованием, объединением, упразднением и изменением статуса населенных пунктов, переносом административных центров», ст.1:

6. Изменить статус следующих населенных пунктов, установив тип поселения — деревня:

5) в Бижбулякском районе:…

д) поселка Дубровка Каменского сельсовета

## Население
| 2002 | 2009 | 2010 |
| ---- | ---- | ---- |
| 4    | ↘0   | →0   |

Согласно переписи 2002 года, преобладающая национальность — чуваши (75 %).